# 薄齒蘚
薄齒蘚（学名：Leptodontium viticulosoides）为青蘚科薄齒蘚屬下的一个种。